# عبد المحسن المدعج
عبد المحسن مدعج المدعج
أ.د عبد المحسن المدعج. مؤرخ كويتي و سياسي. من مواليد 1949.
حاصل على ليسانس آداب ودكتوراه في الفلسفة عام 1983 المملكة المتحدة.
وزير النفط السابق وعضو مجلس أمة سابق.
نشر العديد من المؤلفات في مجال التاريخ الإسلامي في اللغتين العربية والإنجليزية.
منها:
- The Yemen in Early Islam – Ithica Press London 1998
- The Old Mosque of Sama’- Al-Jamie Al-Kabeer – Arabian Studies, Cambridge

العربية ومنها:
- كتاب كنز الأخيار في معرفة السير والأخبار – دراسة وتحقيق
- بندر جدة. دراسة وتحقيق. مجلة المخطوطات العربية(الكويت)

=وزير نفط سابق وعضو مجلس الامة سابق
تاريخ الميلاد : 1949م
الحالة الاجتماعية : متزوج
المؤهلات العلمية الحاصل عليها : ليسانس آداب 1975م - دكتوراه في الفلسفة 1983م - المملكة المتحدة
الأعمال والوظائف السابقة :
- أستاذ التاريخ الإسلامي بجامعة الكويت 1983 - 1992م
- رئيس تحرير مجلـة كلية الآداب 1986 - 1992م
- عضـو مجلس الأمة 1992 - 1994م
- وزير النفط 1994 - 1996م
- عضو مجلس الأمة 1996م